# Симухіна Тамара Матвіївна
Тамара Матвіївна Симухіна (1924, тепер Удмуртія, Російська Федерація — ?) — радянська державна діячка, слюсар Іжевського механічного заводу Удмуртської АРСР. Депутат Верховної ради СРСР 3-го скликання.

## Життєпис
Народилася в родині робітника. У дитячі роки проживала в селі, навчалася в Пазял-Валожикїнській неповній середній школі Удмуртської АРСР.
У 1940 році переїхала до Іжевська, працювала санітаркою амбулаторії Іжевського механічного заводу.
З осені 1941 року працювала робітницею Іжевського механічного заводу Удмуртської АРСР. Опанувала професії фрезерувальника, токаря і слюсаря, працювала слюсарем-обробником. У 1943 році організувала і була бригадиром комсомольсько-молодіжної бригади заводу. За чотири роки післявоєнної п'ятирічки виконала шість річних норм.
У 1943 році вступила до комсомолу, обиралася членом Удмуртського обласного комітету ВЛКСМ. У 1949 році обрана народним засідателем суду в місті Іжевську.
Подальша доля невідома.